# 콜로라도다람쥐
콜로라도다람쥐(Neotamias quadrivittatus)는 다람쥐과에 속하는 설치류의 일종이다. 미국 콜로라도주와 유타주, 애리조나주, 뉴멕시코주에서 발견된다.